# 埃氏三角波魚
埃氏三角波魚(学名：Trigonostigma espei），為輻鰭魚綱鯉形目鿕科的其中一個種，原產亞洲泰國及柬埔寨淡水流域，本魚體近菱形，兩側有獨特的羊排形狀的黑色斑紋，整體顏色為橙紅色，繁殖季雄魚顏色會更深且鮮豔，體長可達2.5公分，棲息在水生植物生長茂密的池塘、沼澤和溼地，水質弱酸性且呈單寧色，生活習性不明，為高經濟價值的觀賞魚，飼養時水族箱約60公分長、30公分寬，並裝飾水生植物以及提供遮蔽的枯木、枯葉，容易接受各種食物，例如活的或冷凍的豐年蝦、水蚤等，最好每天多次少量餵食，因為這樣可以防止過度餵食並有助於保持水質。